# گروس زایگهارتس
گروس زایگهارتس (به آلمانی: Groß-Siegharts) یک شهر در اتریش است که در ناحیه وایدهوفن آن در تایا واقع شده‌است. گروس زایگهارتس ۴۴٫۲۷ کیلومتر مربع مساحت دارد ۵۳۴ متر بالاتر از سطح دریا واقع شده‌است.